# Großbeeren
Großbeeren is een gemeente in de Duitse deelstaat Brandenburg, en maakt deel uit van de Landkreis Teltow-Fläming.
Großbeeren telt 8.804 inwoners.
Op 28 augustus 1813 vond in de buurt van Großbeeren een veldslag plaats tussen troepen van enerzijds Frankrijk en aan de ander zijde soldaten van de koninkrijken Zweden en Pruisen. Deze slag was onderdeel van de oorlog van de 6e coalite.